# Vicenç Reig i Falomir

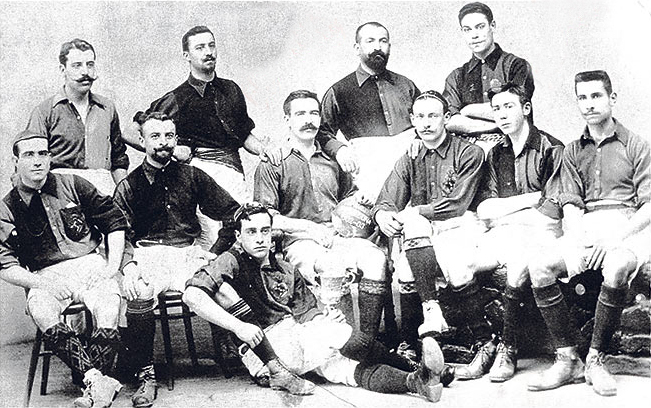
El Barça de 1903, campió de la Copa Barcelona. Dempeus: Llobet, Terradas, Reig i Vidal. Asseguts: Lluís d'Ossó, Steinberg, Meyer, Witty, Gamper, Harris i Lassaleta.

Vicenç Reig i Falomir (Borriol, 1866 - Barcelona, 18 de desembre de 1918) fou un futbolista i dirigent esportiu valencià. Fou jugador i president del FC Barcelona, en aquest darrer càrrec romangué durant 22 dies, el mandat més breu en la història de l'entitat.

## Trajectòria
Es va incorporar al FC Barcelona la tardor de l'any 1900, quan tenia al voltant de 33 o 34 anys. Prèviament havia practicat el ciclisme i la pilota basca. Fou el titular de la porta blaugrana durant les tres temporades que romangué al club, encara que puntualment també jugà de defensa. En aquestes temporades participà en la primera edició de la Copa del Rei (Copa de la Coronació) l'any 1902. Aquest mateix any guanyà la Copa Macaya (el campionat català). La seva darrera temporada, el 1903, guanyà la Copa Barcelona. En total disputà 40 partits amb el club.
En l'assemblea de socis de l'11 de novembre de 1908 fou elegit president per aclamació, substituint Juli Marial. El club vivia un dels seus pitjors moments, amb només 38 socis i amb risc de desaparèixer. El 2 de desembre convocà una assemblea al Gimnàs Solé, on presentà la seva dimissió irrevocable només 22 dies després del seu nomenament. Joan Gamper acceptà aleshores la presidència del club per evitar-ne la desaparició. Reig passà a continuació a formar part de la Comissió de teams, la qual era l'encarregada de seleccionar els jugadors per a cada partit.
Segons va publicar el diari Sport el novembre de 2016, Reig va morir d'una pneumònia el 18 de desembre de 1918. En aquest mateix article, el periodista David Salinas explicava que l'expresident del Barça havia nascut a Borriol (País valencià), el seu segon cognom era Falomir, i que havia regentat una empresa anomenada Reig & Puig (S. en C.) dedicada a la de moda per dones, i que estava domiciliada al carrer del Call, número 9. Gràcies a la direcció, que coincidia amb la que tenia Vicenç Reig a la llista de socis més antiga que conserva el Centre de Documentació i Estudis del Futbol Club Barcelona (del 1916), es va poder relacionar les dues persones. En aquesta llista, Reig hi apareix amb el número 3, mentre que en la del 1920 no hi figura, ja que havia mort el 1918.

## Palmarès
- Copa Macaya:
  - 1902
- Copa Barcelona:
  - 1903